# Ignacio Allende
För andra betydelser, se Ignacio Allende (olika betydelser).
Ignacio Allende, född 21 januari 1769 i San Miguel de Allende och avrättad 26 juni 1811 i Chihuahua, var militär från en förmögen spansk familj som sympatiserade med mexikanska självständighetsivrare. Han tillhörde den inre kretsen och var ledare under den första tiden.

## Avrättningen
Ignacio Allende avrättades genom arkebusering tillsammans med Mariano Jiménez och Juan Aldama den 26 juli 1811 i Chihuahua. Efter avrättningen höggs deras huvuden av. Deras och Miguel Hidalgos huvuden hängde i olika väderstreck på Alhóndiga de Granaditas i Guanajuato fram till 1824, då hans kvarlevor flyttades till katedralen i Mexico City. Sedan 1925 är han begravd i El Ángel de la Independencia.

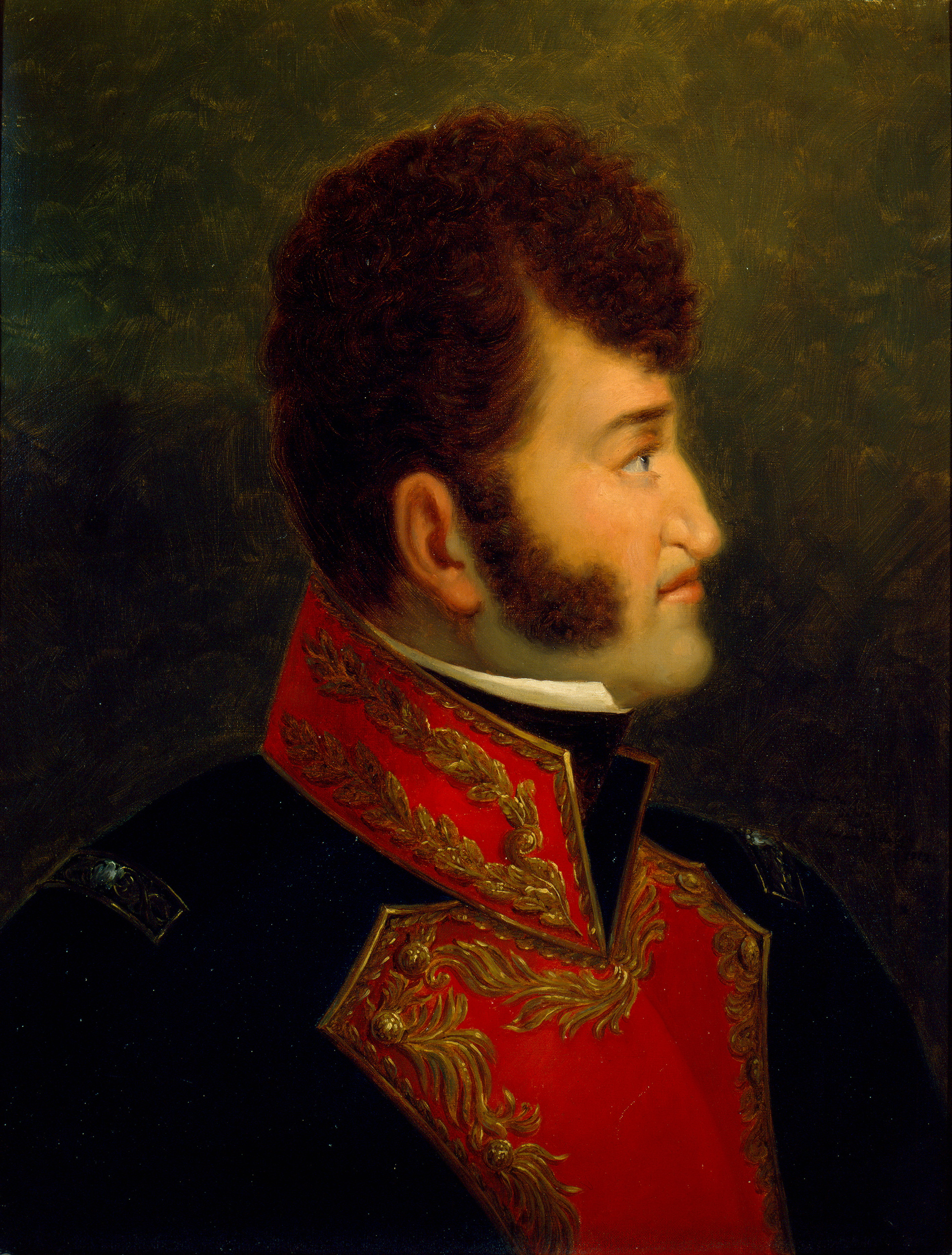
Ignacio Allende